# Imrich Degro
PhDr. Imrich Degro PhD. (* 23. srpen 1969, Solivar) je slovenský kněz, teolog, exorcista košické arcidiecéze, vysokoškolský pedagog, odborný asistent a vedoucí katedry filozofie a historie na Teologické fakultě v Košicích a výpomocný duchovní v Římskokatolické farnosti sv. Jana Nepomuckého v Haniske.
V roce 2002 jej košický arcibiskup Mons. Alojz Tkáč pověřil službou exorcismu pro individuální případy a od roku 2010 mu byla rozšířena působnost na celou Košickou arcidiecézi. Od roku 2016 je členem Mezinárodní asociace exorcistů (AIE).
Od roku 2007 je výpomocný duchovní v Římskokatolické farnosti sv. Jana Nepomuckého v Haniske, kde působil několik let jako kaplan na faře, a je vedoucím katedry filozofie a historie, členem vědecké rady a předsedou akademického senátu fakulty na Teologické fakultě v Košicích.

## Díla
- 1997 – Charizmatické hnutie. Obnova v Duchu Svätom.
- 2010 – Filozofická antropológia.
- 2011 – Trpíme za hriechy svojich predkov?
- 2016 – Pane, príď mi na pomoc.
- 2017 – Ničivá sila okultizmu.
- 2019 – Príď a uzdrav nás!
- 2020 – Pýtame sa exorcistu.[4]